# La Septième Fonction du langage
Pour le roman-photo, voir Les Six Fonctions du langage.
La Septième Fonction du langage est un roman de Laurent Binet paru le 18 août 2015 aux éditions Grasset. Le livre reçoit la même année le prix du roman Fnac ainsi que le prix Interallié.

## Résumé
Le roman se donne comme une sorte de roman policier qui démarre le 25 février 1980 avec l'accident de la circulation dont est victime Roland Barthes devant le Collège de France, accident qui survient juste après un repas avec François Mitterrand et qui se révèle être une tentative d'assassinat, et se prolonge jusqu'à l'été 1981, après la première victoire de Mitterrand à l'élection présidentielle en mai 1981.
L'enquête rocambolesque est menée par un policier, le commissaire Jacques Bayard, assisté par Simon Herzog, un jeune thésard qui initie les jeunes étudiants à la sémiologie. Les recherches de l'improbable duo les amènent à rencontrer tous les intellectuels du microcosme linguistique et littéraire parisien et international, souvent mis en scène dans des situations cocasses, voire ridicules. Sont croisés tour à tour Jean-Paul Sartre, Michel Foucault, Jean-Edern Hallier, Bernard-Henri Lévy, Julia Kristeva, Philippe Sollers, Louis Althusser, Jacques Derrida, Hélène Cixous, Umberto Eco, John Searle, Roman Jakobson, Mathieu Lindon... sans parler des services secrets bulgares, soviétiques (et même Iouri Andropov apparaît brièvement) ou japonais, de la Camorra napolitaine, des Brigades rouges, des hommes politiques français, tels que Valéry Giscard d'Estaing, Michel Poniatowski, Michel d'Ornano, François Mitterrand, Jack Lang, Laurent Fabius, Jacques Attali, une société secrète, le Logos Club et son chef suprême, « le grand Protagoras », etc.
Les multiples rebondissements ont lieu à Paris, à Bologne, à l'université Cornell aux États-Unis, à Venise, à Naples...
Des faits réels comme l'accident de Roland Barthes, le meurtre d'Hélène Rytmann par Louis Althusser ou l'attentat de la gare de Bologne apparaissent dans le récit comme des événements liés à l'intrigue. 
L'auteur fait circuler une Renault Fuego, pourtant pas encore commercialisée au début de l'intrigue mais dont les apparitions récurrentes ne semblent curieusement pas attirer l'attention. Une Citroën DS noire revient également fréquemment, ce qui ne manque pas de faire songer certains protagonistes à l'ouvrage de Barthes, Mythologies.
Le prétexte de la quête policière, qui semble agiter tout le Landerneau politique et intellectuel, est la recherche d'un document disparu consacré à une mystérieuse « septième fonction du langage », qui donnerait un pouvoir de conviction démesuré à celui qui la connaîtrait.

## Analyse
Selon les propos de l'auteur lui-même, son intention est, comme dans le roman précédent, HHhH, d'interroger les rapports entre réalité et fiction.

## Prix
- Prix du roman Fnac 2015[4]
- Prix Interallié 2015[5]

## Édition
- Laurent Binet, La Septième Fonction du langage : roman, Paris, Grasset, août 2015, 496 p. (ISBN 978-2-246-77601-7, présentation en ligne)